# Francisca Cardoso
Francisca Cardoso is een Portugees voetbalspeelster. Ze komt voor sc Heerenveen uit in de Vrouwen Eredivisie.
Voordat Cardoso naar Nederland kwam, speelde ze in Portugal voor het vrouwenteam van Braga.
In januari 2022 maakt sc Heerenveen bekend dat ze drie buitenlandse speelsters laat gaan, en Cardoso is er daar een van. Ze heeft dan 8 wedstrijden voor sc Heerenveen gespeeld, en daarin viermaal gescoord.

## Statistieken
| Seizoen | Club          | Land      | Competitie         | Wedstrijden | Doelpunten |
| ------- | ------------- | --------- | ------------------ | ----------- | ---------- |
| 2020/21 | sc Heerenveen | Nederland | Vrouwen Eredivisie | 8           | 4          |
| Totaal  | Totaal        | Totaal    | Totaal             | 8           | 4          |

Laatste update: maart 2021
1 Resink ·
3 Meijer ·
4 Smits ·
5 Teijema ·
6 Schouwstra ·
8 De Haas ·
9 Maatman ·
10 Van Beijeren ·
11 Iedema ·
12 Appelmann ·
13 Van Rheenen ·
14 Van Vilsteren ·
15 Macleane ·
15 Brouwer ·
16 Nassette ·
17 Udink ·
18 Kerkhof ·
20 Stockmar ·
21 Maass ·
22 Thurkow ·
24 Werther ·
25 Zwart ·
25 Speek ·
30 Faber ·
32 Van der Velde ·
36 Biegbudu ·
38 Hiemstra ·
Coach: Tarvajärvi